# Communication verbale
 (septembre 2019).
Si vous disposez d'ouvrages ou d'articles de référence ou si vous connaissez des sites web de qualité traitant du thème abordé ici, merci de compléter l'article en donnant les références utiles à sa vérifiabilité et en les liant à la section « Notes et références ».
La communication verbale, ou communication orale, est un mode de communication utilisant le verbe. Elle ne nécessite pas forcément l'emploi de la voix, par exemple l'usage du makaton ou de la langue des signes sont des formes de communication verbale. 
Le langage articulé est une forme de la communication orale ; la communication verbale est sans doute aussi une forme de langage mais elle ne se réduit pas, ni ne s'assimile au langage.

## Aspects quantitatifs et qualitatifs
Selon une étude récente (publication 2019) quelle que soit sa langue, un locuteur humain moyen transmet au maximum à peu près la même quantité d’informations. 
Certaines langues comportent beaucoup de mots ou syllabes ou donnent l'impression d'un débit élevé, mais en réalité toutes les langues transmettent à peu près le même débit informationnel : évalué à environ 39 bits par seconde (deux fois la vitesse du code Morse). Ceci pourrait être expliqué par le fait que notre cerveau ne pourrait traiter plus d'information. Le ton et d'autres aspects de la communication non verbale ajoutent une couche supplémentaire d'information.
Les mots, phrases, musiques, images peuvent être entièrement construits mentalement, sans aucune verbalisation ni écriture extériorisées : l'endophasie (parole intérieure), est un phénomène cognitif qui permet aux individus de structurer leurs pensées, éventuellement sans les exprimer verbalement. Certaines personnes neurodivergentes, dans le spectre de l'autisme notamment, sont momentanément ou toute leur vie non verbales. Longtemps confondues avec des personnes présentant une déficience intellectuelle profonde, elles peuvent pourtant voir une vie intérieure très riche, appuyée par un développement normal de l'intelligence. L'endophasie en tant que discours ou dialogue intérieur joue un rôle essentiel dans la mémorisation, la planification et la régulation émotionnelle et la flexibilité cognitive. Ces découvertes ont remis en question l'idée que le handicap lié à l'impossibilité de parler équivaut à une absence de pensée complexe. Elles soulignent l'importance des méthodes de communication alternatives (allant de l'écriture, aux systèmes de pointage et autres technologies assistives, permettant par exemple aux autistes non verbaux d'exprimer leur réflexion interne et de communiquer avec autrui par le langage).